# لنرک (اورگن)
لنرک (به انگلیسی: Lonerock) شهری در شهرستان گیلیم ایالت اورگن است و در سرشماری سال ۲۰۱۱ میلادی، ۲۱ نفر جمعیت داشته که نسبت به سال ۲۰۱۰، −۴٫۷۶ درصد رشد جمعیت داشته‌است.

## موقعیت جغرافیایی
موقعیت جغرافیایی شهرها و مناطق اطراف به شرح زیر است: